# Eerste klasse 1979-80 (voetbal België)
Het seizoen 1979/80 van de Belgische Eerste Klasse ging van start in de zomer van 1979 en eindigde in de lente van 1980. Sporting Lokeren werd herfstkampioen, Club Brugge werd landskampioen. Het was voor de club de vierde titel in vijf jaar tijd.

## Gepromoveerde teams
Deze teams waren gepromoveerd uit de Tweede Klasse voor de start van het seizoen:
- KSV Cercle Brugge (kampioen in Tweede)
- KSC Hasselt (eindrondewinnaar)

## Degraderende teams
Deze teams degradeerden naar Tweede Klasse op het eind van het seizoen:
- R. Charleroi SC
- KSC Hasselt

## Titelstrijd
Club Brugge werd landskampioen met een voorsprong van 4 punten op Standard Luik. Sporting Lokeren, dat op het einde van de heenronde nog op kop stond, kende - mede door een zware blessuregolf van een aantal basisspelers - een zware terugval in de terugronde.  

## Europese strijd
Club Brugge was als landskampioen geplaatst voor de Europacup voor Landskampioenen van het volgend seizoen. Standard de Liège, RWDM, KSC Lokeren en RSC Anderlecht plaatsten zich voor de UEFA Cup. Als bekerwinnaar plaatste Waterschei SV Thor zich voor de Europese Beker voor Bekerwinnaars.

## Degradatiestrijd
KSC Hasselt eindigde afgetekend allerlaatste en degradeerde. Het team had slechts twee wedstrijden gewonnen tijdens de hele competitie. Ook Charleroi SC eindigde als voorlaatste op een degradatieplaats..

## Eindstand
|         |    |                               | P  | W  | G  | V  | +  | -  | DS  | Ptn |
| ------- | -- | ----------------------------- | -- | -- | -- | -- | -- | -- | --- | --- |
| K       | 1  | Club Brugge KV                | 34 | 24 | 5  | 5  | 76 | 31 | 45  | 53  |
| (UEFA)  | 2  | R. Standard de Liège          | 34 | 20 | 9  | 5  | 80 | 31 | 49  | 49  |
| (UEFA)  | 3  | Racing White Daring Molenbeek | 34 | 19 | 10 | 5  | 57 | 28 | 29  | 48  |
| (UEFA)  | 4  | KSC Lokeren                   | 34 | 18 | 6  | 10 | 60 | 28 | 32  | 42  |
| (UEFA)  | 5  | RSC Anderlecht                | 34 | 17 | 7  | 10 | 64 | 34 | 30  | 41  |
|         | 6  | K. Lierse SV                  | 34 | 18 | 4  | 12 | 72 | 43 | 29  | 40  |
| (beker) | 7  | K. Waterschei SV Thor Genk    | 34 | 14 | 9  | 11 | 50 | 39 | 11  | 37  |
|         | 8  | KFC Winterslag                | 34 | 12 | 11 | 11 | 35 | 62 | -27 | 35  |
|         | 9  | RFC Liégeois                  | 34 | 12 | 9  | 13 | 51 | 47 | 4   | 33  |
|         | 10 | KSV Cercle Brugge             | 34 | 13 | 6  | 15 | 51 | 60 | -9  | 32  |
|         | 11 | KSK Beveren                   | 34 | 11 | 10 | 13 | 34 | 45 | -11 | 32  |
|         | 12 | KSV Waregem                   | 34 | 10 | 11 | 13 | 33 | 42 | -9  | 31  |
|         | 13 | R. Antwerp FC                 | 34 | 10 | 8  | 16 | 42 | 49 | -7  | 28  |
|         | 14 | K. Beerschot VAV              | 34 | 8  | 11 | 15 | 37 | 52 | -15 | 27  |
|         | 15 | K. Beringen FC                | 34 | 9  | 8  | 17 | 34 | 51 | -17 | 26  |
|         | 16 | K. Berchem Sport              | 34 | 7  | 12 | 15 | 40 | 61 | -21 | 26  |
| D       | 17 | R. Charleroi SC               | 34 | 8  | 6  | 20 | 23 | 66 | -43 | 22  |
| D       | 18 | KSC Hasselt                   | 34 | 2  | 6  | 26 | 21 | 94 | -73 | 10  |

P: wedstrijden gespeeld, W: wedstrijden gewonnen, G: gelijke spelen, V: wedstrijden verloren, +: gescoorde doelpunten, -: doelpunten tegen, DS: doelsaldo, Ptn: totaal punten
K: kampioen, D: degradeert, (beker): bekerwinnaar, (UEFA): geplaatst voor UEFA-beker

## Topscorers
Erwin Vandenbergh van Lierse SV werd topschutter met 39 doelpunten.. Dit leverde hem ook de titel van Europees topschutter van het Jaar op.
1895/96 · 1896/97 · 1897/98 · 1898/99 · 1899/00 · 1900/01 · 1901/02 · 1902/03 · 1903/04 · 1904/05 · 1905/06 · 1906/07 · 1907/08 · 1908/09 · 1909/10 · 1910/11 · 1911/12 · 1912/13 · 1913/14 · 1914/15 · 1915/16 · 1916/17 · 1917/18 · 1918/19 · 
1919/20 · 1920/21 · 1921/22 · 1922/23 · 1923/24 · 1924/25 · 1925/26 · 1926/27 · 1927/28 · 1928/29 · 1929/30 · 1930/31 · 1931/32 · 1932/33 · 1933/34 · 1934/35 · 1935/36 · 1936/37 · 1937/38 · 1938/39 · 1939/40 · 1940/41 · 1941/42 · 1942/43 · 1943/44 · 1944/45 · 1945/46 · 1946/47 · 1947/48 · 1948/49 · 1949/50 · 1950/51 · 1951/52 · 1952/53 · 1953/54 · 1954/55 · 1955/56 · 1956/57 · 1957/58 · 1958/59 · 1959/60 · 1960/61 · 1961/62 · 1962/63 · 1963/64 · 1964/65 · 1965/66 · 1966/67 · 1967/68 · 1968/69 · 1969/70 · 1970/71 · 1971/72 · 1972/73 · 1973/74 · 1974/75 · 1975/76 · 1976/77 · 1977/78 · 1978/79 · 1979/80 · 1980/81 · 1981/82 · 1982/83 · 1983/84 · 1984/85 · 1985/86 · 1986/87 · 1987/88 · 1988/89 · 1989/90 · 1990/91 · 1991/92 · 1992/93 · 1993/94 · 1994/95 · 1995/96 · 1996/97 · 1997/98 · 1998/99 · 1999/00 · 2000/01 · 2001/02 · 2002/03 · 2003/04 · 2004/05 · 2005/06 · 2006/07 · 2007/08 · 2008/09 · 2009/10 · 2010/11 · 2011/12 · 2012/13 · 2013/14 · 2014/15 · 2015/16 · 2016/17 · 2017/18 · 2018/19 · 2019/20 · 2020/21· 2021/22 · 2022/23 · 2023/24 · 2024/25 · 2025/26